# سكوت هاتشينز
سكوت هاتشينز (بالإنجليزية: Scott Hutchins)‏ (4 مارس 1974، أركنساس في الولايات المتحدة)؛ روائي أمريكي.